# Цымбал, Лидия Афанасьевна
Лидия Афанасьевна Цымбал (29 января 1926, Шахты — 29 апреля 2013, Таганрог) — российский историк, директор Таганрогского краеведческого музея (1965—1967, 1971—1983).

## Биография
Лидия Цымбал родилась 29 января 1926 года в городе Шахты. В 1948 году окончила Новочеркасский учительский институт.
В 1959 году окончила Шахтинский педагогический институт по специальности «преподаватель истории».
В 1956 году переехала в Таганрог. В 1958 году была принята главным хранителем Таганрогского краеведческого музея. В 1965 году Лидия Цымбал была назначена директором Таганрогского краеведческого музея.
В 1967 году была приглашена на Таганрогский металлургический завод для создания музея трудовой и боевой славы металлургов. Фонды музея и его экспозиция создавались практически «с чистого листа». Музей был открыт в 1967 году и Цымбал была назначена его директором. Музей металлургического завода стал одним из первых заводских музеев Ростовской области.
В 1971 году Цымбал возвращается в краеведческий музей на должность директора. С её приходом был завершён длительный капитальный ремонт здания и создана новая экспозиция. В 1970-х годах в Таганрогском краеведческом музее велась активная собирательская, научно-исследовательская и просветительская работа. Музей неоднократно был победителем соцсоревнования среди учреждений культуры Ростовской области. Награждался почётными дипломами, грамотами Министерства культуры СССР и РСФСР.
В 1981 году под руководством Лидии Афанасьевны Цымбал была создана экспозиция музея «Градостроительство и быт г. Таганрога». В 1980-е годы Цымбал была подготовлена научная документация и проект этнографического музея хутора Рожок. Оказывала методическую помощь по созданию музеев на заводе «Красный котельщик» и Таганрогском комбайновом заводе.
Умерла 29 апреля 2013 года. Похоронена в Таганроге на Николаевском кладбище.

## Семья
- Цымбал, Алла Августовна (1962) — российский историк, автор многих статей и книг[2].